# Olav Gundersen
Olav Gundersen (24 marzo 1901 – 20 novembre 1956) è stato un calciatore norvegese, di ruolo difensore.

## Carriera

### Club
Gundersen vestì la maglia dell'Odd.  È il fratello di Einar Gundersen.

### Nazionale
Disputò 15 partite per la Norvegia. Debuttò il 23 ottobre 1927, nella sconfitta per 6-2 contro la Germania. Il 29 settembre 1929, arrivò l'unica rete: fu autore di un gol nella vittoria per 2-1 contro la Svezia.